# Distrito de Midnapore oriental
Midnapore oriental (en bengalí: পূর্ব মেদিনীপুর জেলা) es un distrito de la India en el estado de Bengala Occidental. Código ISO: IN.WB.PU.
Comprende una superficie de 4 736 km².
El centro administrativo es la ciudad de Tamluk.

## Demografía
Según censo 2011 contaba con una población total de 5 094 238 habitantes, de los cuales 2 463 244 eran mujeres y 2 631 094 varones.